# Retro Game Challenge
Retro Game Challenge (ゲームセンターCX 有野の挑戦状?, Gēmu Sentā Shī Ekkusu Arino no Chōsenjō, GameCenter CX: Arino's Challenge) è un videogioco per Nintendo DS basato sul programma televisivo giapponese Retro Game Master, sviluppato da indieszero e prodotto da Bandai Namco nel 2007. Un seguito, intitolato Game Center CX: Arino's Challenge 2, è uscito in Giappone il 26 febbraio 2009.

## Modalità di gioco
In Retro Game Challenge sono presenti una serie di videogiochi realizzati nello stile (grafico, sonoro e nella stessa giocabilità) di quelli usciti fra l'inizio e la fine degli ottanta per la console Nintendo Entertainment System. Per ogni titolo un personaggio di nome Demon Arino (basato sulle fattezze del presentatore della trasmissione Shinya Arino) sfida l'utente ad affrontare quattro differenti prove, correlata ad un certo gioco: ad esempio superare un certo punteggio, vincere una gara o uccidere un certo boss. Per meglio affrontare i giochi, è possibile anche consultare in maniera virtuale il suo manuale o dei numeri di una finta rivista di videogiochi, Game Fan Magazine, dove si possono trovare cheat e consigli. Dopo che tutte e quattro le prove vengono superate, il gioco viene sbloccato e disponibile nel menu iniziale, per passare al seguente.

### Lista di videogiochi presenti

#### Cosmic Gate
Uno sparatutto a schermata fissa, simile a Galaga.

#### Robot Ninja Haggle Man
Platform simile a Ninja JaJaMaru-kun.

#### Rally King
Simulatore di guida con visuale dall'altro, simile a Road Fighter e MotoRace USA.

#### Star Prince
Sparatutto a scorrimento orizzontale, simile a Star Soldier.

#### Robot Ninja Haggle Man 2
Seguito del primo Haggle Man con grafica migliorata.

#### Rally King SP
Seguito di Rally King con grafica migliorata.

#### Guadia Quest
Videogioco di ruolo alla giapponese, simile a Dragon Quest e Shin Megami Tensei.

#### Robot Ninja Haggle Man 3
Terzo capitolo di Haggle Man, questa volta dotato di uno stile di gioco molto simile alla versione NES di Ninja Gaiden.